# Институт историјских наука Универзитета у Источном Сарајеву
Институт историјских наука Универзитета у Источном Сарајеву основан је као научноистраживачка установа с циљем унапређења историографске продукције у Републици Српској и неговања културе памћења засноване на историјским чињеницама. Са радом је започео у јулу 2023. године као осамнаеста и најмлађа организациона јединица Универзитета у Источном Сарајеву, са сједиштем у Палама.

## Научне активности
Мисија Института је оснаживање научноистраживачког рада у области историје, посебно кроз:
- Истраживање историје српског народа на простору данашње Босне и Херцеговине од раног средњег века до савременог доба.
- Публиковање научних монографија, студија и зборника историјских докумената.
- Оснаживање младих научника за бављење историјском науком.
- Истраживање дубинских историјских процеса који су довели до стварања Републике Српске.
- Истраживање и публиковање чињеница о геноциду који је над српским народом починила Независна Држава Хрватска током Другог светског рата.

Посебна пажња посвећена је и развоју османистике, области која је у Републици Српској до сада била запостављена, с обзиром на значај османских архивских извора за разумевање векова српске историје.
Институт је организовао више значајних научних скупова, укључујући: Међународни научни скуп "Други свјетски рат у светлу историјских чињеница и историјског ревизионизма", одржан у сарадњи са Руском академијом наука, Руском историјском друштвом и Институтом за славистику.
Скуп "Савремени изазови историографије: методолошки проблеми, ревизионизам, фалсификати, митови", који је окупио истакнуте научнике из Републике Српске, Србије и Русије.
До краја 2024. године, Институт је објавио четири научне монографије и један зборник докумената, а неколико нових издања је у припреми.
У оквиру Научног скупа „Наука и стварност“ маја 2025. на Филозофском факултету у Палама, професори Милош Ковић и Драга Мастиловић представили су 10 нових публикација Института.

## Извори
1. ↑  https://iin.ues.rs.ba/
2. ↑  https://www.rtrs.tv/vijesti/vijest.php?id=602096
3. ↑  https://www.srna.rs/novost/1302016/promovisano-10-publikacija-instituta-istorijskih-nauka